# Ти (Јужна Дакота)
Ти (енгл. Tea) град је у америчкој савезној држави Јужна Дакота.

## Демографија
По попису из 2010. године број становника је 3.806, што је 2.064 (118,5%) становника више него 2000. године.
| Група             | 2000.         | 2010.         |
| Белци             | 1.681 (96,5%) | 3.663 (96,2%) |
| Афроамериканци    | 7 (0,4%)      | 25 (0,7%)     |
| Азијати           | 6 (0,3%)      | 4 (0,1%)      |
| Хиспаноамериканци | 15 (0,9%)     | 48 (1,3%)     |
| Укупно            | 1.742         | 3.806         |